# 尾斑瑙脂鯉
尾斑瑙脂鯉，為輻鰭魚綱脂鯉目脂鯉亞目脂鯉科的其中一個種，為熱帶淡水魚，分布於南美洲亞馬遜河、奧里諾科河及圭亞那沿岸淡水流域，體長可達7公分，棲息流動快速、岩石底質的溪流，屬雜食性，生活習性不明，可做為觀賞魚。

## 扩展阅读
- 維基物種上的相關：尾斑瑙脂鯉